# 安德烈亚斯·蒂尔

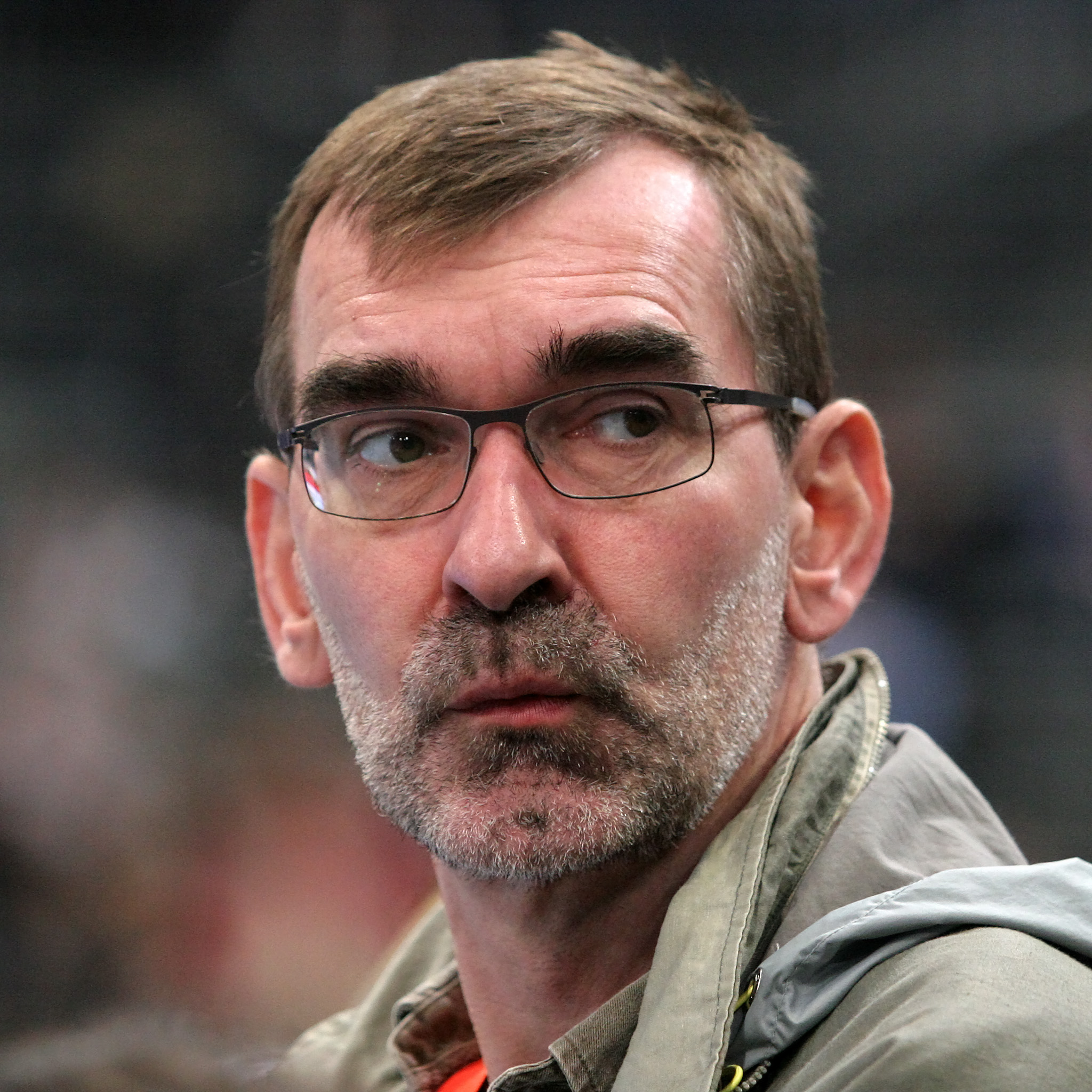
安德烈亚斯·蒂尔 (2008年)

安德烈亚斯·蒂尔（德語：Andreas Thiel，1960年3月3日—），德国男子手球运动员。他曾代表西德和德国参加1984年、1992年和1996年夏季奥林匹克运动会手球比赛，其中1984年奥运会获得一枚银牌。